# Lawrence Alloway
Lawrence Reginald Alloway (* 17. September 1926 in London; † 2. Januar 1990 in New York) war ein englischer Kunstkritiker und Kurator, der seit den 1960er Jahren in den Vereinigten Staaten lebte und arbeitete.
In den 1950ern war er ein einflussreicher Autor der britischen Independent Group und in den 1960ern ein wichtiger Autor, Kritiker und Kurator in der US-Kunstszene. Er benutzte den Ausdruck „mass popular art“ 1958 und prägte den Begriff „Pop Art“ in den 1960ern, um zu zeigen, dass die Kunst ihren Ursprung in der zeitgenössischen Populärkultur hat und daraus den Glauben an die Macht der Bilder zieht.

## Werk

### Frühe Karriere und dieIndependent Group
Von 1953 bis 1957 schrieb Alloway Kunstkritiken für ARTNews, ab 1958 hauptsächlich für Art International. Mit seinem Buch Nine Abstract Artists von 1954 förderte er verschiedene Künstler des Konstruktivismus, der sich in Großbritannien nach dem Zweiten Weltkrieg entwickelte: Robert Adams, Terry Frost, Adrian Heath, Anthony Hill, Roger Hilton, Kenneth Martin, Mary Martin, Victor Pasmore und William Scott.
Alloways Kunsttheorien, die die konkreten Materialien des modernen Lebens widerspiegelten, wichen einem Interesse an den Massenmedien und dem Konsum. Er war seit 1952 Mitglied der Independent Group und lehrte seine Theorien über den zirkulären Bezug zwischen der popkulturellen low art und der intellektuellen high art. Er organisierte die Ausstellung Collages and Objects (Okt., Nov. 1954). Von 1955 bis 1960 war er Assistant Director des Institute of Contemporary Arts in London. 1956 war er an der Organisation der Ausstellung This Is Tomorrow beteiligt. Er umschrieb die Inhalte dieser Show und anderer Arbeiten, die er auf einer Reise in die USA gesehen hatte, mit der Bezeichnung „mass popular art“.

### Karriere in den Vereinigten Staaten
Im Jahr 1961 zog Alloway mit seiner Frau, der realistischen Malerin Sylvia Sleigh, nach New York. Von 1961 bis 1966 war er Kurator am Solomon R. Guggenheim Museum. Im Jahr 1963 organisierte er die Pop-Art-Ausstellung Six Painters and the Object mit Werken von Jim Dine, Jasper Johns, Roy Lichtenstein, Robert Rauschenberg, James Rosenquist und Andy Warhol, die jene sechs amerikanischen Pop-Art-Künstler gleichsam kanonisierte. Außerdem war er Vorsitzender der Jury für die Vergabe der Guggenheim International Awards 1964, von denen eine von dem Maler Asger Jorn verweigert wurde.
1966 war er Kurator der Ausstellung Systemic Painting, die sich der Geometrischen Abstraktion in der amerikanischen Kunst in Form von Minimal Art, Shaped-canvas- und Hard-edge-Malerei. Alloway war zudem ein glühender Verfechter des Abstrakten Expressionismus und amerikanischer Pop-Art-Künstler wie Roy Lichtenstein, Claes Oldenburg und Andy Warhol. 1967/68 wurde er Dozent an der Kunstfakultät der Southern Illinois University Carbondale, wo auch John McHale und Buckminster Fuller zum Personal des SIU Design Department gehörten. In den 1970ern schrieb er für The Nation und Artforum und arbeitete als Dozent an der State University of New York.
Im selben Jahr (1966) prägte Lawrence Alloway den Begriff „Systemic Art“, um „eine Art der abstrakten Kunst zu beschreiben, die durch die Verwendung von sehr einfachen standardisierten Formen mit meist geometrischem Charakter, entweder konzentriert in einem einzigen Bild oder wiederholt in einem System, das nach ein deutlich sichtbares Prinzip der Organisation aufweist.“

### Pop Art – Mit seinen eigenen Worten
Bezüglich des Ursprungs des Begriffes Pop Art stellte Alloway in seinem Essay „Pop Art the words“ dar:

„The term, originated in England by me, as a description of mass communications, especially, but not exclusively, visual ones.“

In einer Fußnote führt er weiter aus:

„The first published appearance of the terms that I know is: Lawrence Alloway, ‚The Arts and the Mass Media‘, Architectural Design, February, 1958, London. Ideas on Pop Art were discussed by Reyner Banham, Theo Crosby, Frank Cordell, Toni del Renzio, Richard Hamilton, Nigel Henderson, John McHale, Eduardo Paolozzi, Alison und Peter Smithson, sculptor William Turnbull, and myself.“

Allerdings gibt es widersprüchliche Erinnerungen über die Herkunft des Begriffs: nach John McHales Sohn prägte sein Vater den Begriff 1954 in einem Gespräch mit Frank Cordell, und er wurde dann in der Independent Group bis Mitte 1955 eingesetzt. Alloway schrieb von „mass popular art“ in seinem vielzitierten Artikel von 1958, aber er benutzte dort nicht den speziellen Begriff „Pop Art“.